# Toivo Kuula: Opus 27a
In het oeuvre van Toivo Kuula is Opus 27a ingericht als de bundeling van liederen voor koor. Het opusnummer geeft geen specifieke titel, zoals bijvoorbeeld wel het geval bij is opus 9 dat staat voor Zuid-Oost-Botnische suite nr. 1.
Kuula schreef tientallen liederen voor zangstem en/of koor met en zonder begeleiding. Opus 27a bevat acht toonzettingen van liederen specifiek voor mannenkoor zonder begeleiding (a capella). De meeste van die toonzettingen zijn vierstemmig met twee tenor- en twee baritonstemmen ook wel aangeduid met TTBB. Bijzonder aan lied 8 is dat een solistische baritonstem is toegevoegd.
De liederen zijn geschreven in de romantische stijl waarin Kuula in eerste instantie les heeft gekregen. De liederen werden veelal los van elkaar uitgevoerd.
De acht gebundelde liedjes in opus 27a zijn:
- opus 27a.1: Harvoin mä ryypyn saan (Zelden krijg ik een drankje), volksliedje, 1912, con dolore in a mineur
- opus 27a.2: Kesäkuva (Zomer), van Eero Eerola, 1914, allegretto in Bes majeur
- opus 27a.3: Kesän mentyä (Wanneer de zomer is verdwenen), van Eero Eerola, 1914, moderato in a mineur
- opus 27a.4: Häät (Trouwerij), van Eero Eerola, 1914, allegro vivace in a mineur
- opus 27a.5: Iltapilviä (Avondwolken), van V.A. Koskenniemi, 1914, in bes mineur
- opus 27a.6: Kolkkaa kotaa, uit Kanteletar I:212, 1914, andante in A majeur
- opus 27a.7: Vappulaulu (Meiliedje), van Larin-Kyösti (Karl Gustaf Larson), 1914, allegro in A majeur
- opus 27a.8: Kevät (Lente), van Eero Eerola, 1915, in F majeur

Van de bundel is een opname beschikbaar uit 1982 en 1983, die geperst werden op een elpee op het platenlabel Finlandia. Het vervolg betekende verder pech voor de componist. Hij overleed op jonge leeftijd, zijn muziek werd overschaduwd door die van Jean Sibelius en werd weinig uitgevoerd. Na 1983 raakten de originele mastertapes van de liederen zoek. De cd werd geperst vanaf een nog gave elpee (mint condition). Het was toen 1993; niet veel later ging Finlandia failliet.     